# Chloe Jackson
Chloe Jackson (ur. 21 sierpnia 1996 w Upper Marlboro) – amerykańska koszykarka występująca na pozycji rozgrywającej, obecnie zawodniczka PolskaStrefaInwestycji Enea Wielkopolski.
15 lipca 2019 roku została zawodniczką InvestInTheWest Enea AZS AJP Gorzów Wielkopolski. 22 sierpnia została zwolniona przez Chicago Sky, natomiast 6 stycznia 2020 roku opuściła gorzowski klub.

## Osiągnięcia
Stan na 9 stycznia 2020, na podstawie, o ile nie zaznaczono inaczej.

### NCAA
- Mistrzyni NCAA (2019)[6]
- Uczestniczka rozgrywek turnieju NCAA (2017, 2018, 2019)
- Most Outstanding Player turnieju kobiet NCAA (2019)[6]
- Najlepsza nowo przybyła zawodniczka LSWA (2017)
- Zaliczona do:
  - I składu turnieju Paradise Jam (2016)
  - II składu:
    - SEC (2018)
    - LSWA All-Louisiana (2017, 2018)